# Adjamka, Kirovohrad
Adjamka (în ucraineană Аджамка) este localitatea de reședință a comunei Adjamka din raionul Kirovohrad, regiunea Kirovohrad, Ucraina.

## Demografie
Componența lingvistică a localității Adjamka
     Ucraineană (95,99%)
     Rusă (3,14%)
     Alte limbi (0,51%)
Conform recensământului din 2001, majoritatea populației localității Adjamka era vorbitoare de ucraineană (95,99%), existând în minoritate și vorbitori de rusă (3,14%).